# Чебурашка (1971)
„Чебурашка“ е съветски куклен анимационен филм, режисиран от Роман Качанов по книгата на Едуард Успенски „Рожден ден на крокодила Гена“  и издаден от филмовото студио Союзмультфильм на 6 юни 1971 г. Продължение на филма Крокодил Гена (1969).

## Сюжет
Крокодилът Гена има рожден ден.
Чебурашка го поздравява и му дава подарък - играчка хеликоптер, който пускат, в резултат на което Чебурашка лети на голямо разстояние. След това приятелите се опитват да построят къщичка за птици, но не успяват. След това изграждат детска площадка и помагат на пионерите да събират метални отпадъци. В знак на благодарност за изграждането на обекта и помощ при събирането на скрап, пионерският взвод приема приятели в отряда и ги учи как да маршируват.

## Снимачен екип

### Създатели
- Сценаристи: Едуард Успенски, Роман Качанов
- Текст: Александра Тимофеевски
- Режисьор: Роман Качанов
- Художник-постановчик: Леонид Шварцман
- Оператор: Теодор Бунимович
- Композитор: Владимир Шаински
- Звуков инженер: Георгий Мартинюк
- Художници на анимацията: Мая Бузинова, Наталия Дабижа, Юрий Норщайн

### В ролите
- Тамара Дмитриева - пионери / деца
- Василий Ливанов - Крокодил Гена
- Клара Румянова - Чебурашка
- Владимир Ферапонтов - полицай / пощальон / Крокодил Гена (вокали)

## В България
В България филмът е издаден на DVD през 2007 г. от А Дизайн с български дублаж. Ролите се озвучават от Живка Донева, Живко Джуранов и Станислав Пищалов.